# Muzeul Istoriei, Culturii și Spiritualității Creștine de la Dunărea de Jos

Muzeul Istoriei, Culturii și Spiritualității Creștine de la Dunărea de Jos este un muzeu din municipiul Galați găzduit în Palatul Episcopal al Dunării de Jos, deschis publicului în această nouă locație în anul 2014, în urma recâștigării dreptului de proprietate asupra clădirii.
Clădirea muzeului este declarată monument istoric, având codul GL-II-m-B-03036. Anterior, ea a adăpostit Muzeul de Artă Vizuală. Arhitectural, s-a încercat revenirea la aspectul inițial. S-au scos de sub tencuială și var picturi bisericești și motive creștine acoperite de lucrările anterioare, gratiile geamurilor de la parter au fost reconstituite după feroneria unei balustrade originale, păstrată pe scară placată cu marmură de Carrara, care asigură accesul în capela muzeului, iar la intrare s-a refăcut stema care apare în fotografii vechi.
Colecțiile eparhiale au fost adăpostite inițial în cadrul Bisericii Precista, datând de la mijlocul secolului al XVII-lea, și au fost deschise publicului în 1918, cu susținerea episcopului Nifon. Din anul 1996, Episcopia Dunării de Jos și Muzeul de Artă Vizuală au expus în două săli și în fosta capelă a Palatului Episcopal cele mai reprezentative piese aparținând patrimoniului cultural eclesiastic din colecția Episcopiei. Expoziția prezintă un patrimoniu bogat de icoane, carte veche, carte rară, obiecte de ofrevărie, din lemn și veșminte liturgice, tablouri, fotografii, care provin din parohiile eparhiei și care au fost păstrate în depozite de concentrare de patrimoniu în anii 1970-1980. Într-un spațiu special amenajat, se află scheletul lui Innocens, primul creștin cunoscut cu numele de la noi, din secolul al III-lea, descoperit la Barboși.    În muzeu vor fi expuse și obiecte de patrimoniu arheologic, unele foarte vechi, luate în custodie de la alte muzee de istorie din zona Galațiului. Este cel mai mare muzeu bisericesc din țară, cu o suprafață expozițională de 3.000 mp.